# Peter Goerke-Mallet
Peter Goerke-Mallet (* 21. August 1955 in Schneverdingen) ist ein deutscher Bergbau-Ingenieur. Von 1994 bis 2012 war er Chefmarkscheider des Bergwerks Ibbenbüren.

## Leben
Peter Goerke-Mallet stammt aus der Lüneburger Heide. Der Sohn von Ilse Goerke-Mallet, geborene Kellermann und Christian-Friedrich Goerke-Mallet wuchs auf dem elterlichen Hof Tütsberg in Heber auf, wo er auch zur Volksschule ging. Von 1966 bis 1975 besuchte er das Gymnasium Soltau, an dem er sein Abitur ablegte. Nach dem Wehrdienst begann er am 4. Oktober 1976 seine Ausbildung im Steinkohle-Bergwerk Ibbenbüren der Preussag. Goerke-Mallet studierte von 1977 bis 1983 an der Technischen Universität Clausthal, wo er den Abschluss Diplom-Ingenieur der Fachrichtung Markscheidewesen erlangte. Das zweijährige Referendariat am Oberbergamt in Clausthal-Zellerfeld schloss er als Assessor des Markscheidewesens ab.

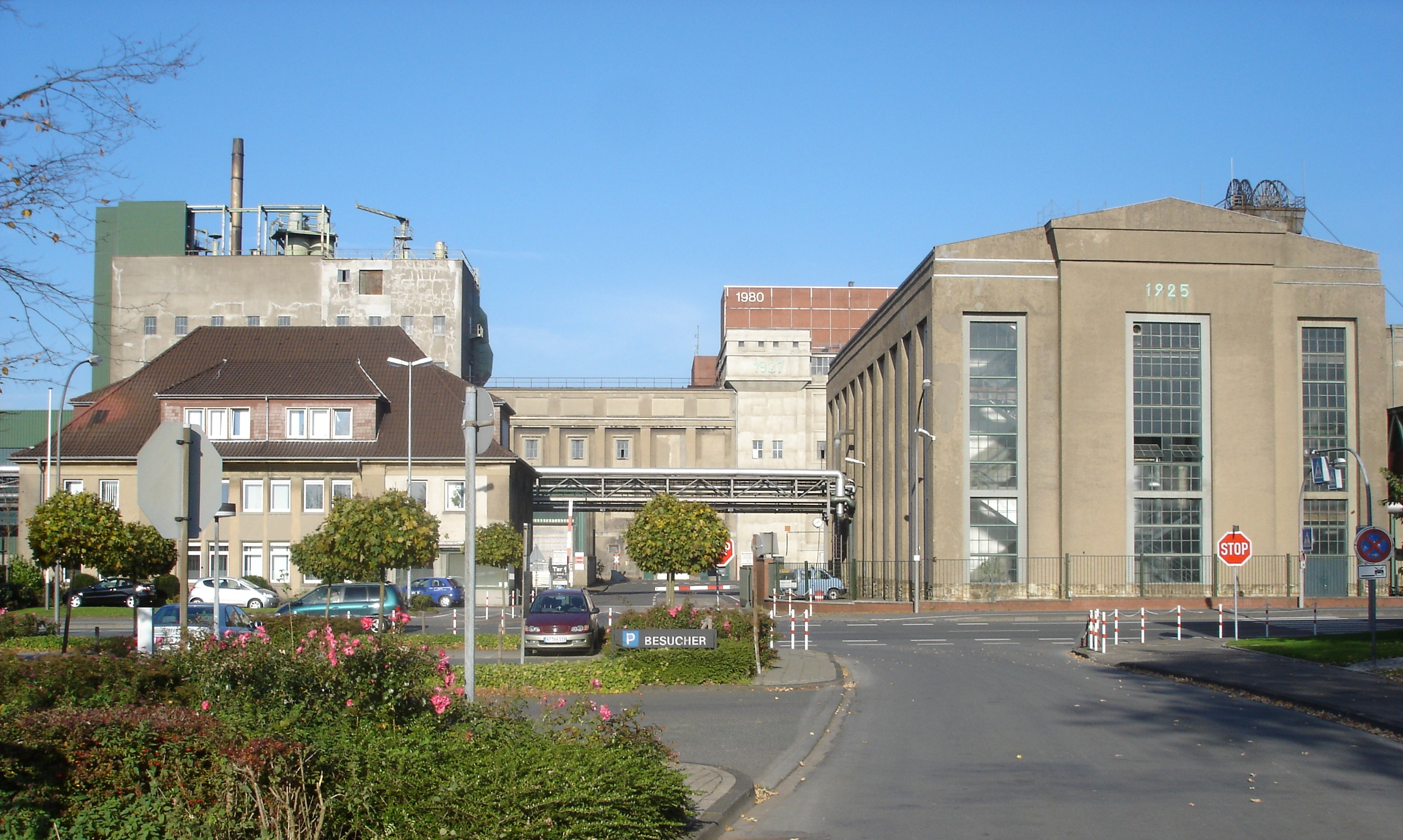
Peter Goerke-Mallet war von 1994 bis 2012 Leiter des Markscheidewesens sowie Pressesprecher des Bergwerks Ibbenbüren

Ab 1985 war Goerke-Mallet in der Markscheiderei des Bergwerks Ibbenbüren der damaligen Preussag AG Kohle (ab 1999 DSK Anthrazit Ibbenbüren GmbH und seit 2008 RAG Anthrazit Ibbenbüren GmbH) beschäftigt. Zum Jahresanfang 1987 wurde er zum stellvertretenden Leiter der Markscheiderei bestellt, 1994 dann zum Leiter des Markscheidewesens. Zudem übernahm er die Führung des Risswerks und wurde 1999 zum stellvertretenden Gewässerschutzbeauftragten bestellt. Im Jahr 2000 promovierte er mit der Dissertation Untersuchungen zu raumbedeutsamen Entwicklungen im Steinkohlenrevier Ibbenbüren unter besonderer Berücksichtigung der Wechselwirkungen von Bergbau und Hydrologie an der RWTH Aachen zum Dr.-Ing.
Im nördlichsten Steinkohlenbergwerk Deutschlands, dessen Nordschacht mit einer Teufe von 1550 Metern einer der tiefsten Schächte Europas ist, fiel in Goerke-Mallets Zuständigkeitsbereich neben der mit dem Bergbau zusammenhängenden planerischen und vermessenden Tätigkeit auch die Betreuung der unterirdischen Infrastruktur mit einem Streckennetz von etwa 90 Kilometern Länge. Daneben war er in Erkundungsbohrungen im Zuge von Prospektionen für Explorationsprogramme, die Begutachtung von Bergschäden und die Rekultivierung von Bergehalden eingebunden.
Zusätzlich zum Amt des Leiters der Markscheiderei, das er 2012 abgab, war Goerke-Mallet von 2002 bis 2007 für die Abteilung Gasausbruchsverhütung zuständig, wurde zum Jahresanfang 2009 zum Pressesprecher der RAG Anthrazit Ibbenbüren GmbH bestellt und übernahm 2011 auch noch die Leitung der Abteilung interne Kommunikation. Außerdem gehörte er der Grubenwehr des Ibbenbürener Bergwerks an, wofür er 2004 das Grubenwehr-Ehrenzeichen und die Ehrennadel in Silber erhielt. Ab 2012 leitete er das auch auf die Nachbergbauzeit ausgerichtete Sonderprojekt „Altbergbau/Flutung/Langfristige Wasserhaltung Bergwerk Ibbenbüren“.
Zum April 2013 trat Peter Goerke-Mallet in den Vorruhestand.
Von 2001 bis September 2011 war er Vorsitzender des Berufsverbands Deutscher Markscheider-Verein e.V. (DMV). Er war langjähriges Präsidiumsmitglied der GDMB Gesellschaft für Bergbau, Metallurgie, Rohstoff- und Umwelttechnik e.V., der er in seiner Funktion als DMV-Vertreter angehörte, einige Zeit auch als stellvertretender Präsident. Seinen Präsidiumssitz stellte er allerdings 2009 aus beruflichen Gründen zur Verfügung.
Darüber hinaus arbeitete er auch auf lokaler Ebene im Kreis Steinfurt in verschiedenen Gremien mit, etwa in der Lokalen Aktionsgruppe (LAG) Tecklenburger Land.
Goerke-Mallet hat seit 2002 einen Lehrauftrag für Vermessungstechnik für Geologen sowie für bergrechtliche Genehmigungsverfahren an der Westfälischen Wilhelms-Universität Münster. Seit 2013 ist er zudem Lehrbeauftragter für Geoingenieurwesen und Nachbergbau an der Technischen Fachhochschule Georg Agricola für Rohstoff, Energie und Umwelt zu Bochum.
Er ist Autor zahlreicher Beiträge in Fachzeitschriften des Bergbauwesens und in wissenschaftlichen Tagungsbänden, nicht zuletzt zur Frage des Konvergenzverhaltens und der Konvergenzminderung durch Injektionsmaßnahmen im Bergbau.
Peter Goerke-Mallet wohnt in Münster.